# Momin Prochod
Momin Prochod (bulharsky Момин проход) je město ležící ve středním Bulharsku v soutěsce protínající Srednou goru. Nachází se 4 km od Kostence, správního střediska stejnojmenné obštiny, a má přes tisíc obyvatel.

## Historie
Místo je osídleno díky teplým minerálním pramenům již od dob Thráků, a to nepřetržitě až do římské doby. V 5. století ho zničili Hunové a o sto let později Gótové. Kvůli strategické poloze se tu odehrálo několik bitev; k nejvýznamnějším se řadí porážka císaře Basilea II. carem Samuelem I. v roce 976 a vítězství polského krále Vladislava III. nad Muradem II. v roce 1443.
Po dobytí Bulharska Turky se sílo nazývalo Solundervent a je tak zaznamenáno v berním soupisu z roku 1576. Kromě toho je také známo pod jmény Momina Klisura nebo Momina Baňa. Po rusko-turecké válce se Momin Prochod stal součástí Východní Rumélie, která byla sjednocena s Bulharskem v roce 1908. V letech 1925 – 1938 zde začaly vznikat lázeňské budovy, později k nim přibyla sanatoria a rekreační střediska. Současný název nese od roku 1939. V roce 1964 byla ves připojena k blízkému městu Kostenec, ale v roce 2006 se od něho osamostatnila a získala statut města.

## Obyvatelstvo
Ve městě žije 1 602 stálých obyvatel a je zde trvale hlášeno 1 410 obyvatel. Podle sčítání 1. února 2011 bylo národnostní složení následující:
- Bulhaři: 1 539 (98.4 %)
- Romové: 25 (1.6 %)